# Chris Smalling
Christopher Lloyd (Chris) Smalling (Greenwich, 22 november 1989) is een Engels voetballer die doorgaans als centrale verdediger speelt. Smalling debuteerde in 2011 in het Engels voetbalelftal.

## Clubcarrière
Smalling begon op negenjarige leeftijd met voetballen bij Walderslade Boys. Later speelde hij voor Maidstone United, waar hij op zeventienjarige leeftijd het eerste elftal haalde en in datzelfde jaar met de junioren deelnam aan het internationale toernooi in Kamerik. Hij werd in juni 2008 overgenomen door Fulham.
Smalling werd bij Fulham direct aanvoerder van het tweede elftal. Bijna een jaar later, op 24 mei 2009, maakte hij zijn Premier League-debuut. Hij verving die dag Aaron Hughes in de 77e minuut van een wedstrijd tegen Everton. Op 17 september stond hij voor het eerst in de basis in de hoofdmacht van Fulham, tijdens een Europa League-wedstrijd tegen CSKA Sofia. Op 28 december 2009 maakte Smalling zijn basisdebuut in de Premier League, tegen Chelsea. In de 75e minuut van deze wedstrijd maakte hij een eigen goal, waardoor Fulham de wedstrijd verloor.
Op 26 januari 2010 werd aangekondigd dat Smalling Fulham verruilde voor Manchester United. Hij maakte het seizoen 2009/10 wel af bij Fulham, waarna hij naar Manchester vertrok. Smalling werd in zowel het seizoen 2010/11 als dat van 2012/13 landskampioen met Manchester United. Hij verlengde in april 2015 zijn contract tot medio 2019. Op 21 mei 2016 won Smalling de FA Cup met Manchester United. In de finale werd na verlenging met 1-2 gewonnen van Crystal Palace, ondanks een rode kaart voor Smalling in de 105de minuut.

## Clubstatistieken
| Seizoen         | Club              | Competitie      | Competitie | Competitie | Beker | Beker | Internationaal | Internationaal | Overig | Overig | Totaal | Totaal |
| Seizoen         | Club              | Competitie      | Wed.       | Dlp.       | Wed.  | Dlp.  | Wed.           | Dlp.           | Wed.   | Dlp.   | Wed.   | Dlp.   |
| --------------- | ----------------- | --------------- | ---------- | ---------- | ----- | ----- | -------------- | -------------- | ------ | ------ | ------ | ------ |
| 2008/09         | Fulham            | Premier League  | 1          | 0          | 0     | 0     | –              | –              | —      | —      | 1      | 0      |
| 2009/10         | Fulham            | Premier League  | 12         | 0          | 2     | 0     | 4              | 0              | —      | —      | 18     | 0      |
| Club totaal     | Club totaal       | Club totaal     | 13         | 0          | 2     | 0     | 4              | 0              | 0      | 0      | 19     | 0      |
| 2010/11         | Manchester United | Premier League  | 16         | 0          | 7     | 1     | 9              | 0              | 1      | 0      | 34     | 1      |
| 2011/12         | Manchester United | Premier League  | 19         | 1          | 3     | 0     | 7              | 0              | 1      | 0      | 30     | 1      |
| 2012/13         | Manchester United | Premier League  | 15         | 0          | 5     | 0     | 2              | 0              | 0      | 0      | 22     | 0      |
| 2013/14         | Manchester United | Premier League  | 25         | 1          | 5     | 0     | 7              | 1              | 1      | 0      | 38     | 2      |
| 2014/15         | Manchester United | Premier League  | 25         | 4          | 4     | 0     | –              | –              | –      | –      | 29     | 4      |
| 2015/16         | Manchester United | Premier League  | 35         | 0          | 8     | 1     | 11             | 1              | –      | –      | 54     | 2      |
| 2016/17         | Manchester United | Premier League  | 18         | 1          | 8     | 1     | 10             | 0              | –      | –      | 36     | 2      |
| 2017/18         | Manchester United | Premier League  | 29         | 4          | 8     | 0     | 8              | 0              | –      | –      | 45     | 4      |
| 2018/19         | Manchester United | Premier League  | 24         | 1          | 2     | 0     | 8              | 0              | –      | –      | 34     | 1      |
| Club totaal     | Club totaal       | Club totaal     | 206        | 12         | 50    | 3     | 62             | 2              | 3      | 0      | 321    | 17     |
| 2019/20         | → AS Roma         | Serie A         | 30         | 3          | 2     | 0     | 5              | 0              | –      | –      | 37     | 3      |
| 2020/21         | AS Roma           | Serie A         | 16         | 0          | 0     | 0     | 5              | 0              | –      | –      | 21     | 0      |
| 2021/22         | AS Roma           | Serie A         | 27         | 3          | 1     | 0     | 10             | 1              | —      | —      | 38     | 4      |
| 2022/23         | AS Roma           | Serie A         | 29         | 3          | 1     | 0     | 12             | 0              | —      | —      | 42     | 3      |
| Club totaal     | Club totaal       | Club totaal     | 102        | 9          | 4     | 0     | 32             | 1              | 0      | 0      | 138    | 10     |
| Carrière totaal | Carrière totaal   | Carrière totaal | 321        | 21         | 56    | 3     | 98             | 3              | 3      | 0      | 478    | 27     |

Bijgewerkt tot en met 2 mei 2023.

## Interlandcarrière
In april 2009 maakte Smalling zijn debuut voor Engeland onder 20 tegen Italië. Vier maanden later maakte hij ook zijn debuut voor Engeland onder 21 tegen Nederland. In de zomer van 2014 speelde hij één groepswedstrijd op het wereldkampioenschap voetbal 2014, het afsluitende duel tegen Costa Rica (0–0) toen Engeland reeds was uitgeschakeld. Op 16 mei 2016 werd Smalling opgenomen in de selectie van Engeland voor het Europees kampioenschap voetbal 2016. Hij kopte op 2 juni 2016 tijdens een met 1–0 gewonnen oefeninterland tegen Portugal zijn eerste doelpunt voor de nationale ploeg binnen. Engeland werd in de achtste finale van het EK uitgeschakeld door IJsland (1–2) na doelpunten van Ragnar Sigurðsson en Kolbeinn Sigþórsson.
| Interlands van Chris Smalling voor Engeland | Interlands van Chris Smalling voor Engeland | Interlands van Chris Smalling voor Engeland | Interlands van Chris Smalling voor Engeland | Interlands van Chris Smalling voor Engeland | Interlands van Chris Smalling voor Engeland | Interlands van Chris Smalling voor Engeland |
| №                                           | Datum                                       | Wedstrijd                                   | Uitslag                                     | Competitie                                  | Goals                                       |                                             |
| Als speler bij Manchester United            | Als speler bij Manchester United            | Als speler bij Manchester United            | Als speler bij Manchester United            | Als speler bij Manchester United            | Als speler bij Manchester United            | Als speler bij Manchester United            |
| ------------------------------------------- | ------------------------------------------- | ------------------------------------------- | ------------------------------------------- | ------------------------------------------- | ------------------------------------------- | ------------------------------------------- |
| 1                                           | 2 september 2011                            | Bulgarije – Engeland                        | 0 – 3                                       | Kwalificatie EK 2012                        |                                             |                                             |
| 2                                           | 6 september 2011                            | Engeland – Wales                            | 1 – 0                                       | Kwalificatie EK 2012                        |                                             |                                             |
| 3                                           | 29 februari 2012                            | Engeland – Nederland                        | 2 – 3                                       | Vriendschappelijk                           |                                             |                                             |
| 4                                           | 6 februari 2013                             | Engeland – Brazilië                         | 2 – 1                                       | Vriendschappelijk                           |                                             |                                             |
| 5                                           | 22 maart 2013                               | San Marino – Engeland                       | 0 – 8                                       | Kwalificatie WK 2014                        |                                             |                                             |
| 6                                           | 26 maart 2013                               | Montenegro – Engeland                       | 1 – 1                                       | Kwalificatie WK 2014                        |                                             |                                             |
| 7                                           | 15 oktober 2013                             | Engeland – Polen                            | 2 – 0                                       | Kwalificatie WK 2014                        |                                             |                                             |
| 8                                           | 15 november 2013                            | Engeland – Chili                            | 0 – 2                                       | Vriendschappelijk                           |                                             |                                             |
| 9                                           | 19 november 2013                            | Engeland – Duitsland                        | 0 – 1                                       | Vriendschappelijk                           |                                             |                                             |
| 10                                          | 5 maart 2014                                | Engeland – Denemarken                       | 1 – 0                                       | Vriendschappelijk                           |                                             |                                             |
| 11                                          | 30 mei 2014                                 | Engeland – Peru                             | 3 – 0                                       | Vriendschappelijk                           |                                             |                                             |
| 12                                          | 4 juni 2014                                 | Ecuador – Engeland                          | 2 – 2                                       | Vriendschappelijk                           |                                             |                                             |
| 13                                          | 24 juni 2014                                | Costa Rica – Engeland                       | 0 – 0                                       | WK 2014                                     |                                             |                                             |
| 14                                          | 15 november 2014                            | Engeland – Slovenië                         | 3 – 1                                       | Kwalificatie EK 2016                        |                                             |                                             |
| 15                                          | 18 november 2014                            | Schotland – Engeland                        | 1 – 3                                       | Vriendschappelijk                           |                                             |                                             |
| 16                                          | 31 maart 2015                               | Italië – Engeland                           | 1 – 1                                       | Vriendschappelijk                           |                                             |                                             |
| 17                                          | 7 juni 2015                                 | Ierland – Engeland                          | 0 – 0                                       | Vriendschappelijk                           |                                             |                                             |
| 18                                          | 14 juni 2015                                | Slovenië – Engeland                         | 2 – 3                                       | Kwalificatie EK 2016                        |                                             |                                             |
| 19                                          | 8 september 2015                            | Engeland – Zwitserland                      | 2 – 0                                       | Kwalificatie EK 2016                        |                                             |                                             |
| 20                                          | 9 oktober 2015                              | Engeland – Estland                          | 2 – 0                                       | Kwalificatie EK 2016                        |                                             |                                             |
| 21                                          | 13 november 2015                            | Spanje – Engeland                           | 2 – 0                                       | Vriendschappelijk                           |                                             |                                             |
| 22                                          | 26 maart 2016                               | Duitsland – Engeland                        | 2 – 3                                       | Vriendschappelijk                           |                                             |                                             |
| 23                                          | 29 maart 2016                               | Engeland – Nederland                        | 1 – 2                                       | Vriendschappelijk                           |                                             |                                             |
| 24                                          | 27 mei 2016                                 | Engeland – Australië                        | 2 – 1                                       | Vriendschappelijk                           |                                             |                                             |
| 25                                          | 2 juni 2016                                 | Engeland – Portugal                         | 1 – 0                                       | Vriendschappelijk                           | 86'                                         |                                             |
| 26                                          | 11 juni 2016                                | Engeland – Rusland                          | 1 – 1                                       | EK 2016                                     |                                             |                                             |
| 27                                          | 16 juni 2016                                | Engeland – Wales                            | 2 – 1                                       | EK 2016                                     |                                             |                                             |
| 28                                          | 20 juni 2016                                | Slowakije – Engeland                        | 0 – 0                                       | EK 2016                                     |                                             |                                             |
| 29                                          | 27 juni 2016                                | Engeland – IJsland                          | 1 – 2                                       | EK 2016                                     |                                             |                                             |

## Erelijst
| Competitie                    |                   |                   |                   |                   |
| Competitie                    | Aantal            | Jaren             |                   |                   |
| Manchester United             | Manchester United | Manchester United | Manchester United | Manchester United |
| ----------------------------- | ----------------- | ----------------- | ----------------- | ----------------- |
| UEFA Europa League            | 1x                | 2016/17           |                   |                   |
| Premier League                | 2x                | 2010/11, 2012/13  |                   |                   |
| FA Cup                        | 1x                | 2015/16           |                   |                   |
| EFL Cup                       | 1x                | 2016/17           |                   |                   |
| FA Community Shield           | 3x                | 2010, 2011, 2013  |                   |                   |
| AS Roma                       |                   |                   |                   |                   |
| UEFA Europa Conference League | 1x                | 2021/22           |                   |                   |